# Hey Hey Baby! You're NO.1!
Hey Hey Baby! You're NO.1!（ヘイ・ヘイ・ベイビー!・ユーア・ナンバーワン!）は、スパークリング☆ポイントのデビューシングル。

## 内容
- 奄美大島出身の女性3人組ボーカルユニットのデビュー・シングルである。
- タイアップはテレビ東京系「モンキーターンV」第1期エンディング･テーマ。
- センター＆メインボーカルは明日香である。
- シングルの中では一番売れており、唯一ベスト100以内にランクインしたシングルである。
- 2008年に、『GIZA studio 10th Anniversary Masterpiece BLEND 〜FUN Side〜』に収録される。

## 収録曲
1. Hey Hey Baby! You're NO.1!
作詞:スパークリング☆ポイント 作曲:大野愛果 編曲:豆田将
2. 君とまた…
作詞:スパークリング☆ポイント 作曲･編曲:小澤正澄
3. Only One
作詞:スパークリング☆ポイント 作曲:大野愛果 編曲:Cybersound
4. Hey Hey Baby! You're NO.1! -Instrumental-